# La Flamme victorieuse
Pour plus de détails, voir Fiche technique et Distribution.
La Flamme victorieuse (His Supreme Moment) est un film américain réalisé par George Fitzmaurice, sorti en 1925.

## Fiche technique
- Titre original : His Supreme Moment
- Titre français : La Flamme victorieuse
- Réalisation : George Fitzmaurice
- Scénario : Frances Marion d'après le roman de May Edginton (en)
- Direction artistique : Ben Carré
- Photographie : Arthur C. Miller
- Montage : Stuart Heisler
- Pays d'origine : États-Unis
- Format : 1,33:1 - Film muet
- Genre : drame
- Durée : 80 minutes
- Date de sortie : 1925

## Distribution
- Blanche Sweet : Carla King
- Ronald Colman : John Douglas
- Kathleen Myers : Sara Deeping
- Belle Bennett : Carla Light
- Cyril Chadwick : Harry Avon
- Ned Sparks : Adrian
- Nick De Ruiz : Mueva